# San Marino i Eurovision Song Contest 2015
San Marino deltog i Eurovision Song Contest 2015 i Wien, Österrike. Deras låt valdes genom ett internval, organiserat av Sammarinese program SMtv San Marino (SMRTV). Michele Perniola och Anita Simoncini representerade San Marino med låten Chain Of Light".

## Internval
SMRTV avslöjade att Michele Perniola och Anita Simoncini skulle representera San Marino vid Eurovision Song Contest 2015 under en presskonferens den 27 november 2014. Michele Perniola hade tidigare representerat San Marino i Junior Eurovision Song Contest 2013, medan Anita Simoncini representerade nationen i Junior Eurovision Song Contest 2014 som en del av gruppen The Peppermints. Simoncini var den första artisten att i följd representera en nation vid Junior Eurovision Song Contest och Eurovision; hon uppfyllde ålderskraven för Eurovision Song Contest den 14 april 2015 då hon fyllde sexton.

## Under Eurovision
San Marino deltog på den andra semifinalen den 21 maj. De kom inte till final.